# Mirela Lavric
Elena Mirela Lavric (née le 17 février 1991 à Pungești, Județ de Vaslui) est une athlète roumaine, spécialiste du 800 mètres.

## Biographie
Son meilleur temps est de 2 min 0 s 06 réalisé à Bydgoszcz, record qu'elle porte à 1 min 59 s 74 à Hengelo (Blankers-Koen Stadion) le 27 mai 2012. Elle détient une impressionnante série de victoires dans des compétitions de sa catégorie d'âge :
- Championne du monde jeunesse à Ostrava en 2007, en 2 min 4 s 29
- Championne d'Europe junior à Hengelo en 2007, en 2 min 2 s 84 (PB)
- Championne du monde junior à Bydgoszcz en 2008 en 2 min 0 s 06 (CR)
- Championne du monde junior à Moncton en 2010 en 2 min 1 s 80

### Médaillée mondiale sénior (2016)
En 2016, Lavric et ses compatriotes du relais 4 x 400 m remportent la médaille de bronze des championnats du monde en salle de Portland. Mais, le 12 avril suivant, il est révélé que Lavric a été testée positive lors de ces championnats au meldonium. Par conséquent, l'Équipe de Roumanie pourrait être déchue de la médaille remportée.